# نبرد تنموکوزان
نبرد تنموکوزان (به ژاپنی: 天目山の戦い Temmokuzan no Tatakai)، همچنین به نام نبرد توریباتا نیز شناخته می‌شود. به عنوان آخرین نبرد خاندان تاکدا در نظر گرفته می‌شود. در این نبرد تاکدا کاتسویوری تلاش نهایی‌اش را برای مقاومت در برابر نیروهای ترکیبی از توکوگاوا ایه‌یاسو و اودا نوبوناگا انجام داد.

## ساختقلعه شینپو
در سال ۱۵۸۲ (تنشو ۱۰)، اودا نوبوناگا سرانجام دستور داد که برای شکست دادن دشمن قدیمی خود، خاندان تاکدا، به جنگ برود. این به این دلیل بود که رهبر یک شاخه از خاندان تاکدا، کیسو یوشیماسا، فرار کرد و حمله به قلمرو تاکدا را آسان‌تر کرد.
فرمانده کل، پسر ارشد او، اودا نوبوتادا بود. این یک ارتش بزرگ بود که در مجموع ۱۸۰۰۰ نفر را شامل می‌شد. در پاسخ، تاکدا کاتسویوری قلعه قوی شینپو را در انتظار ورود ارتش اودا ساخته بود و قصد داشت آنها را در آنجا متوقف کند.
با این حال، در مواجهه با ارتش اودا که با سرعتی سهمگین پیش می‌رفت، ملازمان یکی پس از دیگری از وفاداری نسبت به خاندان تاکدا به سوی جناح قوی تر فرار کردند. علاوه بر این، توکوگاوا ایه‌یاسو تهاجم به ولایت کای را آغاز کرد که باعث شد بسیاری از سربازان فرار کنند و او را مجبور به ترک مقاومت خود در قلعه شینپو کرد. این یک قلعه نوساز بود که تلاش زیادی را صرف کرد، اما آنها تصمیم گرفتند بدون استفاده از آن برای نبرد عقب‌نشینی کنند. در این زمان، قدرت نظامی قبلاً به حدود ۱۰۰۰ نفر کاهش یافته بود.

## حرکت به قلعه ایوادونو
مقصد دیگر کاتسویوری تاکدا قلعه ایوادونو (شهر اوتسوکی، استان یاماناشی) بود که توسط اویامادا نوبوشیگه، عموی بزرگ او و یکی از ارشدترین ملازمان در خاندان محافظت می‌شد. با این حال، اینجا نیز به او خیانت شد. آنها از ورود به قلعه منع شدند و از طریق حصار قلعه به آنها شلیک شد که منجر به تلفات زیادی شد. کاتسویوری که جایی برای رفتن نداشت، فرار ناامیدانه ای را آغاز کرد.

## حرکت به طرف کوه تنموکو در جستجوی مکانی برای خودکشی
مقصد کاتسویوری تاکدا معبد سیئونجی (شهر کوشو، یاماناشی، استان یاماناشی) بود، جایی که قبر اجدادش در آن قرار داشت. او بدون هیچ شانسی برای برنده شدن، سفر خود را در جستجوی مکانی برای مرگ آغاز کرد. در نهایت، کاتسویوری زمانی که توسط حدود ۴۰۰۰ سرباز دشمن از جمله تاکیگاوا کازوماسو از ارتش اودا از ارتش او سبقت می‌گیرد، متوجه سرنوشت خود می‌شود. نبرد پایانی، نبرد تنموکویزان، به این ترتیب بود.
تنها کسی که شجاعانه جنگید سوچیا ماساتسونه بود که به عنوان آخرین ملازم خاندان تاکدا نیز شناخته می‌شود. برای اینکه استادش وقت بخرد تا خودکشی کند، در مسیر صخره ای کنار رودخانه ماند و در حالی که با یک دست درخت ویستریا را گرفته بود، یکی پس از دیگری با سربازان اودا مبارزه کرد.
گفته می‌شود که او ۱۰۰۰ نفر را کشت و افسانه «یک دستی ۱۰۰۰ نفر» هنوز هم تا به امروز نقل شده است. مکانی که کاتسویوری با همسر و فرزندش خودکشی کردند حدود ۷ کیلومتر قبل از معبد سیئونجی است. پس از جنگ، معبد کیتوکو-این در این منطقه توسط توکوگاوا ایه‌یاسو ساخته شد.

## معبد کیتوکو-این
معبد کیتوکو-این در سال ۱۵۸۲ (تنشو ۱۰) توسط توکوگاوا ایه‌یاسو برای سوگواری تاکدا کاتسویوری و سایر اعضای خاندان تاکدا ساخته شد. گفته می‌شود که کاتسویوری و همسر و فرزندانش در این منطقه خودکشی کردند و سنگی که خاندان تاکدا برای خودکشی روی آن می‌نشستند، در محل باقی مانده است.
پرچم «هاتاتا نو ماتسو» که در کنار سالن اصلی افراشته شده است، تاکدا کاتسویوری قبل از خودکشی پرچم میراثی خود را برافراشته و ریاست خانواده را به پسر بزرگش نوبوکاتسو تاکدا سپرد.
بیشتر در داخل محوطه، قبرهای کاتسویوری، تاکدا نوبوکاتسو و همسرش قرار دارد که به عنوان املاک فرهنگی تعیین شده توسط استان حفاظت می‌شوند.

## خرابه‌های میدان نبرد توریباتا
در طول نبرد تنموکویاما، چندین درگیری در مقیاس کوچک اتفاق افتاد. مکانی که کاتسویوری تاکدا آخرین جایگاه خود را در آن ساخت، میدان نبرد توریباتا است.
در بالادست، ماساتسونه تسوچیا به قدری موفق بود که او را به عنوان «یک دستی ۱۰۰۰ نفر» می‌شناختند و ارتش اودا را متوقف کرد، اما در آن زمان ارتش تاکدا فقط ۴۳ نفر داشت.
می‌گویند در اینجا حصاری ساخته شد تا استاد وقت خودکشی کند. همه ملازمان او در جنگ جان باختند و امروزه تنها یک بنای سنگی باقی مانده است.
این مکان حدود ۱ کیلومتر قبل از معبد کیتوکو-این است.